# Мала Глуша
Мала́ Глуша — село в Україні, у Камінь-Каширській громаді Камінь-Каширського району Волинської області. Населення становить 1547 осіб.

## Населення
Згідно з переписом УРСР 1989 року чисельність наявного населення села становила 1678 осіб, з яких 830 чоловіків та 848 жінок.
За переписом населення України 2001 року в селі мешкали 1462 особи.

### Мова
Розподіл населення за рідною мовою за даними перепису 2001 року:
| Мова       | Відсоток |
| ---------- | -------- |
| українська | 99,29 %  |
| російська  | 0,52 %   |

## Відомі люди
- Галич Олександр Федорович (27 грудня 1930 р., с. Мала Глуша — 9 жовтня 2010, Луцьк), суддя, адвокат. Загальний стаж його роботи в юриспруденції 41 рік (найбільший на Волині), з них 20 років (з 1976 до 1996 року) працював на посаді голови Луцького міського суду Волинської області[4].
- Супрунюк Станислав Адамович /SUPRUNIUK STANISLAW/(11 жовтня 1921 р., хутір ЗАГЛУШЕ неподалік с. МАЛА ГЛУША — 11 лютого 2011 в ВАРШАВІ) Од року 1930 по смерті батьків мешкав в МАЛІЙ ГЛУШІ в урочищі ЗАМУТВИЦЯ. Радянськия партизан, вояк Польськоі армії Людової, знаний політичний діяч ПНР.
- Росинчук Василь Павлович (1999–2022) – солдат Збройних Сил України, учасник російсько-української війни. Загинув 29-го листопада 2022 р. під час виконання бойового завдання у селі Бахмутське на Донеччині.
- Михальчук Михайло Михайлович (1973-2023) – солдат Збройних Сил України, учасник російсько-української війни. Загинув 22 березня 2023 р. в Харківській області. Похований 26 березня 2023 року на місцевому кладовищі села Мала Глуша.
- Денисюк Сергій Олександрович (1993-2023) – солдат Збройних Сил України, учасник російсько-української війни. Загинув 6 жовтня 2023 р. в Харківській області. Похований 12 жовтня 2023 року на місцевому кладовищі села Мала Глуша.
- Павлючик Леонід Йосипович (1966-2024)   – солдат Збройних Сил України, учасник російсько-української війни. Життя обірвалося трагічно 28 серпня 2024 року у Донецькій області. Похований 31 серпня 2024 року на місцевому кладовищі села Мала Глуша.